# هنری راپوپورت
هنری راپوپورت (انگلیسی: Henry Rapoport؛ زاده ۱۶ نوامبر ۱۹۱۸ درگذشته ۶ مارس ۲۰۰۲) یک شیمی‌دان بود. 